# 747

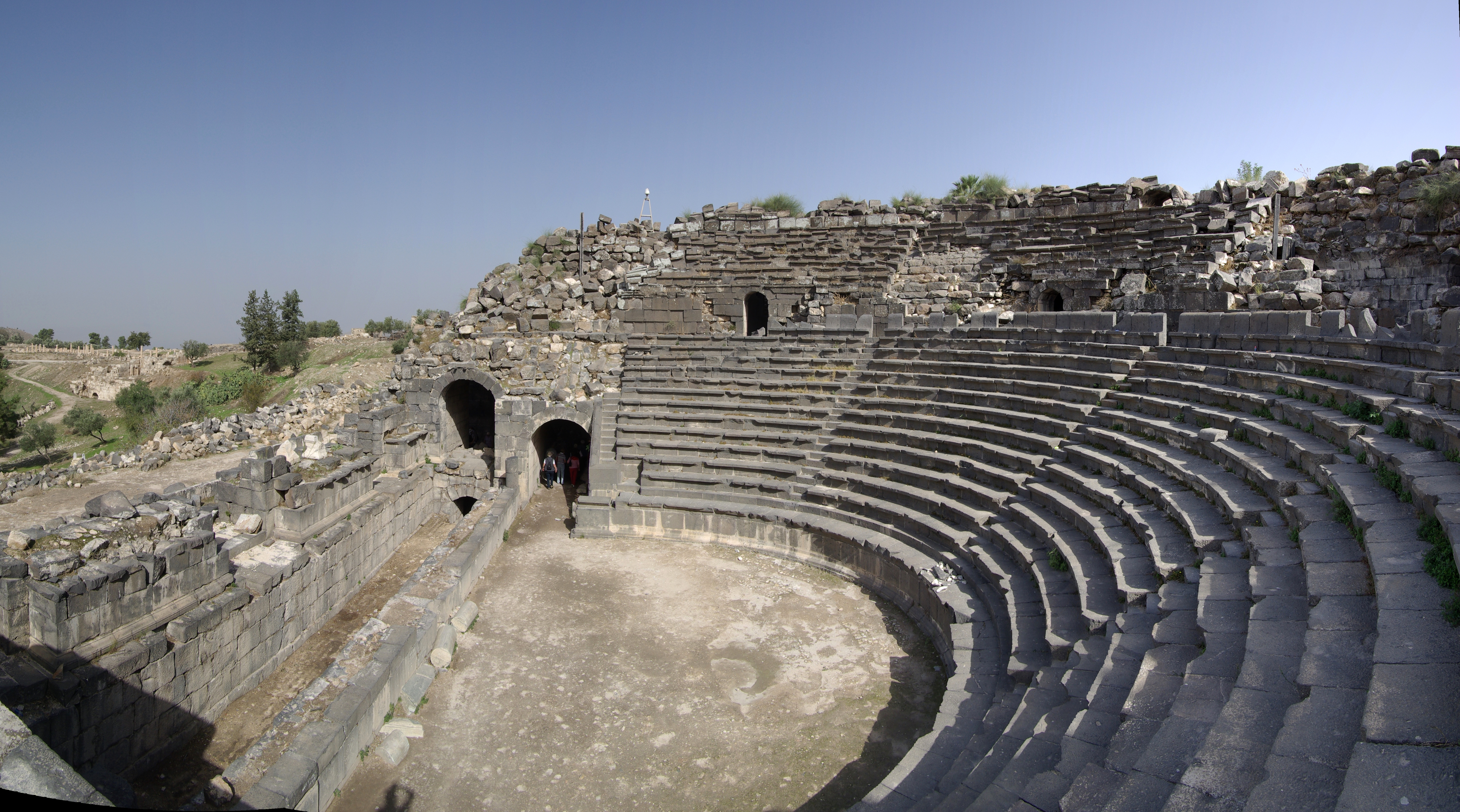
Romeins amfitheater in Gadara (Jordanië)

Het jaar 747 is het 47e jaar in de 8e eeuw volgens de christelijke jaartelling.

## Gebeurtenissen

### Byzantijnse Rijk
- Byzantijns-Arabische Oorlog: Keizer Constantijn V vernietigt bij Cyprus de Arabische vloot (390 schepen). Hij herovert het strategisch gelegen eiland en herstelt de handelsroutes naar Constantinopel.

### Europa
- Karloman, hofmeier van Austrasië, treedt (vermoedelijk onder dwang) af en trekt zich terug in een klooster. Zijn broer Pepijn de Korte wordt de feitelijke heerser (de facto) van het Frankische Rijk.
- De eerste emir van Narbonne is Umar ibn Umar.

### Arabische Rijk
- De Abbasiden onder leiding van Abu al-Abbas – al-Saffah (de "Bloedvergieter") – komen in Khorasan (huidige Iran) in opstand tegen de Omajjaden.

## Catastrofe
- De stad Gadara (huidige Jordanië) wordt verwoest door een aardbeving en verlaten.
- Een uitbraak van de pest in Napels geldt als de laatst bekende uitbraak van de pest van Justinianus.

## Geboren
- Karel de Grote, koning en keizer van de Franken (of 748)